# Sokolivșciîna, Iahotîn
Sokolivșciîna (în ucraineană Соколівщина) este un sat în comuna Kuleabivka din raionul Iahotîn, regiunea Kiev, Ucraina.

## Demografie
Componența lingvistică a localității Sokolivșciîna
     Ucraineană (100%)
Conform recensământului din 2001, toată populația localității Sokolivșciîna era vorbitoare de ucraineană (100%).